# Сретенский монастырь (Гороховец)
Сре́тенский монасты́рь — православный женский монастырь в честь Сретения Владимирской иконы Божией матери, в юрисдикции Русской православной церкви. Находится на центральной площади города Гороховца.

## История
Основан в 1658 году по указу патриарха Никона. Строения первоначально были деревянными. Каменное строительство началось в 1689 году, когда появился Сретенский собор. Позже построены каменные зимняя церковь Сергия Радонежского и кельи для насельниц.
В 1764 году епископ Виктор получил указ Святейшего синода, которым предписывалось упразднить Сретенский девичий монастырь в городе Гороховце, а «лучшую ризницу» и два больших колокола оттуда передать во Владимирский Успенский собор. Однако жители воспротивились этому, заявив, «что означенный монастырь построен не из казённого иждивения, а того града купцом из собственного капиталу».
В 1868 году Министерство внутренних дел Российской империи, заботясь об увеличении числа мест заключения в уездных городах Владимирской губернии, поручало состоящему при министерстве архитектору Ивану Штрому «осмотреть здания девичьего Сретенского монастыря в городе Гороховце, с тем, не представится ли возможным приспособить их под тюрьму». Но после отрицательного заключения Штрома эта инициатива осталась без последствий.
Монастырь возобновлён в 2001 году.